# Ptyelus lineolus
Ptyelus lineolus is een halfvleugelig insect uit de familie Aphrophoridae. De wetenschappelijke naam van deze soort is voor het eerst geldig gepubliceerd in 1861 door Montrouzier.